# Juan Anlló y Orrío
Juan Anlló y Orrio (Alhama de Aragón, 11 de enero de 1897-Soria, 6 de octubre de 1925) fue un torero aragonés que destacó en la década de 1920.

## Trayectoria
Nacido en la localidad zaragozana de Alhama de Aragón el 11 de enero de 1897, fue el segundo de cuatro hermanos que se dedicaron al arte taurino. Debutó como novillero en 1918 en Cáceres. El 3 de agosto de 1919 actuó por primera vez en Madrid enfrentándose a novillos de Francisco Trujullo. Se abrió paso en la profesión gracias, esencialmente, a su temerario toreo. 
Juan Anlló y Orrio “Nacional II” tomó la alternativa el 21 de octubre de 1921 en Oviedo siendo su padrino José García «Alcalareño», quien le cedió el toro Pucherito, de la ganadería de Matías Sánchez; aquella tarde el segundo espada fue Emilio Méndez. Su alternativa fue confirmada el 25 de aquel mismo mes de octubre de 1921 en Madrid, alternando en la lidia con Luis Freg y «Valencia», con reses de Matías Sánchez. Consiguió sumar un buen número de actuaciones anuales, principalmente por su arrojo y acierto a la hora de matar, entre las que cabe destacar la corrida llamada de Goya que se organizó en Madrid el 27 de mayo de 1924 para recaudar fondos con los que restaurar los frescos del artista aragonés de la ermita de San Antonio de la Florida y su participación en las corridas de la prensa de Madrid en 1922 y 1923. 

### Muerte
Su muerte ocurrió en una corrida celebrada en Soria el 4 de octubre de 1925 a la que asistía como espectador, se suscitó una reyerta; “Nacional II” salió en defensa del espada Emilio Méndez, y un espectador, Antonio Cabrerizo, le hirió en la cabeza de un botellazo. No se creyó que la lesión fuera importante y el torero y otras personas fueron conducidos al calabozo, donde se agravó el estado del diestro, que falleció dos días después. El hecho conmovió a todos los aficionados. 
- Datos: Q5947186
- Multimedia: Juan Anlló y Orrío / Q5947186